# Каликулов, Мурат
Мурат Каликулов (узб. Murat Kalikulov; род. 19 августа 1978 года, Ташкент, Узбекская ССР) — узбекский дзюдоист, выступавший в весовой категории до 66 кг. Участник XXVIII Летних Олимпийских игр, призёр Чемпионата Азии и Всемирной Универсиады.

## Карьера
С 1999 года начал принимать участие в международных соревнованиях. На этапе Кубка мира в Москве (Россия) в 1/8 проиграл российскому дзюдоисту Виктору Крестьянинову. В 2001 году на Чемпионате мира по дзюдо в Мюнхене (Германия) в весовой категории до 66 кг выступил неудачно. На этапе Кубка мира по дзюдо в Минске (Белоруссия) в весовой категории до 66 кг завоевал серебряную медаль, проиграв в финале украинцу Мусса Настуеву. На Летней Универсиаде в Пекине (Китай) в весовой категории до 66 кг в финале проиграл российскому дзюдоисту Магомеду Джафарову и завоевал серебряную медаль турнира.
В 2004 году на Чемпионате Азии по дзюдо в Алма-Ате (Казахстан) в весовой категории до 66 кг завоевал бронзовую медаль. На Летних Олимпийских играх в Афинах (Греция) в весовой категории до 66 кг в первом раунде проиграл сербскому дзюдоисту Милошу Миялковичу. На международном турнире в Порто-Сант-Эльпидио (Италия) завоевал бронзовую медаль в весовой категории до 66 кг. На Чемпионате Узбекистана в Чирчике занял первое место в своей весовой категории. В 2004 году принял решение завершить спортивную карьеру.